# Fire Emblem: Awakening
Fire Emblem: Awakening (ファイアーエムブレム 覚醒?, Faiā Emuburemu: Kakusei) è un videogioco strategico a turni pubblicato in Giappone il 19 aprile 2012 e successivamente uscito anche in Nord America e in Europa. Il gioco, sviluppato da Intelligent Systems con Red Entertainment e pubblicato da Nintendo, rappresenta il tredicesimo capitolo della serie Fire Emblem.

## Trama
La storia si incentra sulle avventure di Chrom, principe del Regno di Ylisse, e i suoi compagni, i Pastori, un gruppo di mercenari di alto livello intenti a difendere il loro Popolo ad ogni costo.
Durante una ricognizione a Sud della capitale ylissiana, Chrom, assieme alla sorella Lissa e a Frederick, trova il corpo di Daraen in mezzo alla strada. Quando questo rinverrà, si ritroverà spiazzato: non ricorderà nulla né di lui stesso né del mondo che lo circonda, ma per alcune misteriose ragioni saprà bene chi è Chrom e riconoscerà la sua straordinaria abilità di spadaccino. Malgrado la riluttanza iniziale di Frederick, alla fine i tre Pastori portano il giovane senza memoria verso l'Ylisse.
Durante il viaggio, passano per caso vicino ad un villaggio assediato da dei briganti plegiani. In quella situazione Daraen dimostra non solo di essere un buon spadaccino ed un buon mago, ma anche di avere invidiabili conoscenze sull'arte della guerra e sulla strategia. Il coraggio dimostrato durante lo scontro convincerà Chrom a reclutarlo nei Pastori, come stratega ufficiale. La notte dopo, sotto consiglio di Frederick, verrà passata dai quattro nella foresta, all'interno di un piccolo accampamento improvvisato. Durante la notte Chrom e Lissa vengono svegliati da uno strano rumore, e di colpo un portale si apre dal cielo; da esso cadono numerosi non-morti (Risorti) ma anche uno spadaccino mascherato, che salverà la vita a Lissa, parando un fendente di un Risorto che, altrimenti, le avrebbe tagliato la gola. Finito il conflitto, lo spadaccino dirà di chiamarsi Marth e che i Pastori (specialmente Chrom) non dovranno mai indagare sul suo conto.
A causa di vari e piccoli avvenimenti, i reali Ylissiani cominciano a pensare che i Risorti siano opera della Magia Nera, un'arte arcana praticata quasi solamente nella Plegia. Chrom allora decide di partire per il Regna Ferox, un enorme Regno confinante col suo; vuole rivolgersi al famosissimo khan Basilio e chiedergli di supportare l'Ylisse nel caso dovesse scoppiare una guerra. Durante il viaggio, Chrom ed i Pastori combatteranno prima contro un esercito di Risorti e poi contro un Avamposto dei Regna Ferox chiamato "Il Fortelungo", che li scambierà per briganti e li attaccherà a vista.
Arrivati nel Regna Ferox, Chrom dimostrerà le sue abilità sconfiggendo in uno scontro leale Marth, che poi fuggirà via. Egli riapparirà poco dopo, avvertendo il principe di un grave pericolo: un piccolo esercito plegiano, guidato da una carica religiosa dello Stato della Plegia, ha intenzione di uccidere Emmeryn, la Regina ylissiana nonché sorella di Chrom e Lissa.
Mentre i Pastori si preparano per respingere l'esercito, Chrom e Marth si rincontrano di nuovo. Quest'ultimo dimostrerà di venire dal futuro, sconfiggendo due assassini plegiani, intenti a uccidere il principe. Durante lo scontro, però, perderà la maschera, rivelando di essere una donna. I due, aiutati dai Pastori e da Palne, una misteriosa donna mutaforma, salveranno Emmeryn. Chrom ha molte domande da fare alla ragazza, ma essa, ancora una volta, scomparirà nel nulla. In contemporanea, Gangrel, conosciuto ai più come il Re Folle, sovrano indiscusso della Plegia, pretende L'Emblema di Fuoco, un artefatto magico ed antichissimo, protetto da generazioni dalla famiglia di Emmeryn. Essa glielo negherà, e lui la minaccerà di morte.
Da adesso in poi l'Ylisse e il Regna Ferox sono in guerra contro la Plegia. Chrom capisce che il mondo non è più un posto sicuro, perciò decide di portare Emmeryn in una qualche zona remota tra le montagne, per evitare che qualcun altro tenti di assassinarla. I Pastori si affidano ad un Sacerdote ylissiano, amico di famiglia di Emmeryn, che però poi tradirà Chrom e darà la Regina tra le mani di Vasto, mercenario al servizio di Gangrel. Daraen e Chrom, assieme a Cordelia, una cavalcatrice di Pegaso, riescono a uccidere tutti i mercenari, mentre Emmeryn si ritrova costretta a consegnare L'Emblema a Chrom e a nascondersi nella città ylissiana più grande e potente dell'intero regno: Ylisstol. Il Sacerdote perirà durante la battaglia, ucciso sotto l'ordine di Vasto, disgustato dal modo spregevole con cui l'uomo ha tradito la sua migliore amica.
Quando le acque sembrano essersi calmate, di colpo un esercito plegiano invade Ylisstol, mentre Gangrel in persona riesce a rapire Emmeryn. Essa verrà portata con la forza nel bel mezzo del deserto plegiano, e verrà condannata a morte. Chrom sta per salvare la vita alla Regina, ma viene fermato dai Seguaci di Grima, un gruppo di fanatici religiosi plegiani che, con l'aiuto di Gangrel, evocano grazie alla magia nera un esercito di Risorti, che fanno strage di Pastori e costringono Chrom a mettersi in ginocchio davanti al Re Folle. Egli fa una proposta al Lord ylissiano: se egli gli lascerà L'Emblema e gli farà conquistare l'Ylisse, lascerà in vita Emmeryn e la proteggerà fino alla fine dei suoi giorni, altrimenti la ucciderà e farà in modo che il popolo ylissiano creda che la colpa sia stata di Chrom e di Daraen.
Emmeryn allora deciderà di gettarsi nel vuoto, sacrificando la sua vita e permettendo a Chrom di continuare a proteggere il suo popolo. Basilio riesce a far fuggire i Pastori superstiti alla battaglia nel deserto, portandoli nella capitale del Regna Ferox. Chrom cade in una lunga depressione, che lo rende incapace di governare l'Ylisse. Convinto però poi dalle parole di Daraen e, in generale, dei Pastori, riuscirà a farsi forza e a giurare vendetta.
Mentre Basilio ed il suo esercito trattiene la forza bellica nemica, Chrom e Daraen si ritrovano di fronte a Gangrel che, più forte che mai ed armato con spade arcane dai poteri magici, sembra intenzionato a porre fine alla stirpe reale ylissiana. La battaglia contro il Re Folle è lunga ed estenuante, ma alla fine questo viene ucciso, ed il popolo plegiano si arrende.
Passano poco più di due anni; Chrom si è sposato con un membro dei Pastori (Daraen, Olivia, Sully, Sumia o Maribelle) ed ha avuto una figlia, Lucina. Sembra che la pace stia tornando a regnare, ma non è così; Chrom riceverà una visita da Basilio e da Flavia, che portano brutte notizie: l'esercito di Valm, una località al di là dell'oceano, è da poco approdato a Porto Ferox, città del Regna Ferox affacciata sul mare; hanno intenzione di conquistare il Regna Ferox stesso, ma anche la Plegia.
Daraen è perciò costretto ad andare in Plegia, a chiedere al nuovo Re, di nome Valldar, conosciuto ai più come il Seguace di Grima, di stringere un'alleanza duratura, con l'obiettivo di scacciare gli invasori valmi. Valldar non solo si rivelerà, per voce ed aspetto, identico all'uomo che ha cercato di assassinare Emmeryn, ma poi rivelerà a Daraen di essere suo padre, e che egli ha un gemello, ora nuova carica massima religiosa plegiana. Malgrado questi avvenimenti, che spaventano terribilmente Daraen, le trattative vanno bene, ed i plegiani sono pronti ad offrire ogni loro avere all'Ylisse finché i Valmi non si arrenderanno.
Durante il viaggio di ritorno verso casa, i Pastori vengono attaccati da un gruppo di Risorti, molto più intelligenti ed aggressivi del normale, che cercheranno di uccidere Chrom. Egli verrà salvato dall'arrivo di Henry e della ragazza che dice di chiamarsi Marth. Quest'ultima dichiarerà poi di essere la figlia di Chrom stesso, venuta dal futuro, e lo proverà mostrandogli il simbolo degli Eletti: un marchio impresso attorno all'iride del suo occhio, che dimostra il suo legame di sangue con Emmeryn e con Chrom.
Dopo una lunga ed estenuante guerra in mare aperto tra ylissiani, plegiani e ferossiti, schierati insieme contro i valmi, la vittoria va ai primi, che decidono di dirigersi nella capitale del Regno di Valm per cercare di terminare la guerra il prima possibile. Arrivati scoprono che, all'interno del Regno, c'è una guerra civile tra nobili e cittadini. I primi sono guidati da Walhart, spaventoso generale valmo intenzionato a unificare il mondo sotto il nome Valm, mentre i secondi hanno come guida Say'ri, ragazza della dinastia Chon'Sin. Insieme a questa, i Pastori si dirigono da Tiki, un Oracolo capace di parlare con la Dea Naga, nel tentativo di ricevere la sua benedizione.
Quando Walhart viene a sapere di ciò, si mette a caccia degli ylissiani, mentre questi combattono contro buona parte dell'esercito valmo a Forte Steiger. La battaglia va per il meglio, finché gli alleati di Say'ri non la tradiscono, costringendo l'esercito ylissiano a ritirarsi. Si dirigono allora verso l'estremo Sud, per combattere Yen'fay, fratello di Say'ri e, dopo Walhart, il più grande generale valmeo.
Yen'fay viene ferito gravemente e muore, mentre Flavia porta a Chrom e a Lucina la notizia che Basilio è stato brutalmente ucciso da Walhart, che ora si fa chiamare Il Conquistatore. Ciò spinge i pastori ad affrontare quest'ultimo, in uno scontro diretto e all'ultimo sangue. Durante la prima battaglia contro Il Conquistatore, Chrom lo sconfigge nella Capitale di Valm, facendolo fuggire a Nord con ciò che rimane del suo esercito. Con le spalle al muro e con i suoi soldati che si ribellano al suo volere, Walhart viene ucciso e torna la pace. Sembra tutto finito, e i Pastori rimangono stupiti quando scoprono che Basilio non era morto sotto i colpi d'ascia di Walhart, ma era stato solo ferito. Quando i Pastori attraversano la Plegia per tornare a casa, Validar con un incantesimo controlla la mente di Daraen e lo costringe a rubare L'Emblema, con cui può finalmente evocare Grima, il Drago Maligno. Nessun ylissiano perisce durante il rituale, ma Grima viene evocato e il mondo sembra sul punto di soccombere.
Chrom riesce a raggiungere l'altare e a uccidere Valldar, ma viene poi sconfitto dal fantomatico "gemello" di Daraen, che si rivelerà poi essere Daraen stesso, venuto dal futuro ed influenzato da Grima. Egli si fonderà con la forma embrionale di quest'ultimo, facendolo rinascere. Chrom riceve la benedizione dalla Dea Naga ed il perfido Grima è pronto a trasformare il mondo in un cumulo di cenere e sangue, mentre Daraen sembra venire ucciso dal suo alter ego malvagio.
Grazie all'aiuto degli altri Pastori riesce però ad alzarsi; è un momento cruciale. Bisogna infliggere il colpo di grazia a Grima: se lo farà Chrom, il mostro cadrà in un sonno profondo dal quale però prima o poi riuscirà a risvegliarsi; se invece lo farà Daraen, egli perirà con Grima stesso, sacrificando la sua vita ma scacciando definitivamente dal suo corpo il Drago Maligno.

## Modalità di gioco
È un videogioco strategico a turni, dove il giocatore deve muovere i propri personaggi attraverso una griglia per attaccare o difendersi. I personaggi hanno un certo numero di punti vita che si abbassano se si viene colpiti e, quando si esauriscono, il personaggio viene sconfitto.
Le battaglie, in genere, si vincono quando tutti i nemici vengono sconfitti.
Sono state implementate nuove caratteristiche rispetto ai giochi precedenti, come la possibilità di personalizzare il proprio personaggio all'inizio del gioco.
Fuori dalle battaglie, il giocatore può esplorare l'overworld e interagire con altri personaggi per, ad esempio, acquistare nuovi oggetti da utilizzare in battaglia.

## Classi
Le classi all'interno del gioco sono in tutto 50, incluse quelle non usufruibili dal giocatore. Le classi si dividono in Primo Grado, Secondo Grado, Nessun Grado e Grado Unico.

### Primo Grado
- Stratega: Classe molto versatile. Può usare tomi e spade, e può essere promosso a qualsiasi altra classe di primo grado o in un Gran Stratega; è la classe di Daraen.
- Arciere: Può attaccare solo da lunga distanza; inadatto allo scontro ravvicinato e con pochi HP; utilizza soltanto archi. Può venire promosso in Tiratore Scelto o in Cavaliere Arciere.
- Barbaro: Soldato particolarmente rozzo, con Forza e velocità estremamente alte ma con poche difese. Può venire promosso in Guerriero o in Berserker; utilizza soltanto asce.
- Fantino: Unità a cavallo capace di percorrere enormi distanze. Vulnerabile alla magia, può usare spade e lance. Può venire promosso in Paladino o in Gran Cavaliere.
- Sacerdote: Unità con altissima resistenza. Usa i bastoni per curare gli alleati. Può venire promosso in Sacerdote Guerriero o in Saggio.
- Mago: Unità con elevata Magia, capace di utilizzare qualsiasi tipo di tomo o incantesimo, ad eccezione della Magia Nera. Fanno elevati danni. Può venire promosso in Cavaliere Oscuro o in Saggio.
- Mago Nero: Uguale al mago, al contrario di questo può però anche utilizzare la Magia Nera; posseggono una discreta resistenza ai danni fisici. Può venire promosso in Cavaliere Oscuro o in Warlock.
- Mercenario: Molto simile al Barbaro, impugna però spade. Può venire promosso in Eroe o in Guerriero.
- Cavaliere: Particolarmente lento, il Cavaliere si ritrova all'interno di una gigantesca armatura che lo difende dagli attacchi fisici, ma è particolarmente vulnerabile alla magia; utilizza solo lance. Può essere promosso in Gran Cavaliere o in Generale.
- Lord: Classe riservata ai nobili. Particolarmente abile con le spade, può utilizzare armi esclusive per la classe, come lo Spadino o lo Spadino Nobile. Può venire promosso in Gran Lord.
- Lottatore: Via di mezzo tra il Barbaro e il Mercenario; impugna asce come il primo, ha però le statistiche del secondo. Può venire promosso in Eroe o in Guerriero.
- Mirmidone: Giovane utilizzatore della spada, piuttosto difficile da colpire. Può venire promosso in Mastro di Spada o in Assassino.
- Prete: Versione potenziata del Sacerdote. Può venire promosso in Sacerdote Guerriero o in Saggio.
- Cavaliere Pegaso: Unità volante. Molto veloce e con elevata resistenza, vulnerabile però alle frecce e alla magia del vento. Utilizza lance. Può venire promosso in Cavaliere Arcano o in Cavaliere Falco.
- Ladro: Unità con elevata velocità e abilità; è capace di aprire serrature e forzieri senza il minimo sforzo; utilizza spade. Può venire promosso in Assassino o in Ladro Acrobata.
- Trobairitz: Fantino che non può attaccare e con buona resistenza, che può curare gli alleati con i bastoni. Può venire promosso in Valchiria o in Sacerdote Guerriero.
- Cavaliere Viverna: Unità volante. Statistiche molto elevate, teme gli archi e le magie, in particolare quella del vento. Può venire promosso in Lord Viverna o in Cavaliere Grifone.
- Manakete: Unita capace di trasformarsi in drago ha elevata forza ma poca velocità. Non può essere promossa.
- Taguel: Una razza quasi estinta col potere di trasformarsi in bestia; ha elevata velocità ma poche difese. Non può essere promossa.
- Cittadino: Un comune paesano con statistiche bassissime in tutti i parametri. Non può essere promosso.

### Secondo Grado
- Gran Maestro: Via di mezzo fra un Mastro di Spada ed un Warlock, è molto versatile ed estremamente potente su tutti i fronti.
- Assassino: Difficilissimo da colpire ed estremamente letale, padroneggia perfettamente sia le spade che gli archi.
- Berserker: Unità vestita di ossa di animale, che incute terrore ai nemici e che possiede una passione spasmodica per l'oro. Possiede elevata forza e velocità. Padroneggia le asce.
- Cavaliere Arciere: Chiamato anche Cavaliere Arco è un'unità a cavallo molto resistente ed esperta nell'attacco a distanza, che però può anche utilizzare armi da corpo a corpo quando si trova in pericolo.
- Cavaliere Falco: Versione potenziata del Cavalca Pegaso, molto veloce.Usa lance e bastoni.
- Gran Cavaliere: Unità su cavallo con elevata forza e difesa, teme le magie. Padroneggia le lance, le spade e le asce.
- Gran Lord: Spadaccino di sangue reale, capace anche di utilizzare le lance. Tutti i suoi parametri sono molto alti.
- Eroe: Un combattente esperto con buoni parametri. Usa spade ed asce.
- Paladino: Fantino corazzato molto veloce e al contempo molto resistente, teme però la magia. Usa spade e lance
- Saggio: Mago dotato di un'enorme Magia, è sia capace di danneggiare i nemici con incantesimi offensivi che di aiutare i propri alleati con infusi e magie benefiche.
- Tiratore Scelto: Arciere impareggiabile ed estremamente abile, molto difficile da colpire sia in combattimento ravvicinato che non.
- Warlock: Un Mago Nero con statistiche molto alte. Usa tutti i tipi di tomi
- Cavaliere Oscuro: Un Mago Nero che però ha abbandonato la Magia Nera in generale per dedicarsi all'arte della spada; è capace di alternare incantesimi all'utilizzo di quest'ultima.
- Mastro di Spada: Giovane spadaccino che però ha moltissima esperienza sulle spalle e che non ha paura di niente. Colpirlo è un'impresa.
- Cavaliere Arcano: Cavaliere Pegaso con Magia altissima, usa lance e tomi
- Lord Viverna: Solitamente il Leader di un gruppo di cavalieri viverna. Forza e difesa molto elevate. Teme gli archi e le magie.
- Guerriero: Unità armata di asce e archi con molta esperienza, buoni danni ma poca resistenza. I pochi colpi che riescono a raggiungerlo il più delle volte vengono parati dalle pesanti protezioni.
- Sacerdote Guerriero: Uomo di fede armato solitamente con enormi asce, capace sia di curare gli alleati che di ferire gravemente i nemici, se non ucciderli.
- Acrobata: Ladro che ha padroneggiato l'arte della spada e delle bacchette, mantiene comunque la sua dote da scassinatore.
- Cavaliere Grifone: Uguale al Cavaliere Pegaso, ha però poca resistenza. Padroneggia le asce
- Valchiria: Un guaritore a cavallo usa bastoni e tomi. Elevata resistenza.
- Generale: Unità corazzata con parametri di difesa e attacco molto elevati; è però molto lento e vulnerabile alla magia. Usa lance ed asce.

## Personaggi utilizzabili

### Personaggi principali
- Chrom: Principe di Ylisse e protagonista, è il capo del gruppo dei Pastori. È doppiato da Matthew Mercer in inglese e da Tomokazu Sugita in giapponese.
- Avatar (Daraen): Personaggio personalizzabile dal giocatore, è un viaggiatore senza memoria che possiede inconsapevolmente un oscuro segreto. È doppiato da David Vincent (maschio) / Michelle Ruff (femmina) in inglese e da Yoshimasa Hosoya (maschio) / Miyuki Sawashiro (femmina) in giapponese.
- Lissa: Sorella di Chrom e quindi principessa di Ylisse, dimostra ben poca aristocrazia, ha un forte desiderio di dimostrarsi perché non ha il Marchio degli Eletti sul corpo e detesta essere definita delicata. È doppiata da Kate Higgins in inglese e da Kana Asumi in giapponese.
- Frederick: Luogotenente nonché servitore di Chrom, è un devoto cavaliere ylissiano. È doppiato da Kyle Hebert in inglese e da Daisuke Ono in giapponese.
- Sully: Membro dei pastori, è abile e tenace. Orgoglio delle donne ylissiane, che la chiamano infatti "la Terminatrice". È doppiata da Amanda Celine Miller in inglese e da Momoko Ohara in giapponese.
- Virion: Nobile valmeo, sa usare l'arco. È considerato un buffone da tutti perché si pavoneggia spesso. È doppiato da Jamieson Price in inglese e da Hiromichi Kogami in giapponese.
- Stahl: Membro dei Pastori, è un giovane e determinato fante. Ama mangiare. È doppiato da Sam Riegel in inglese e da Tarusuke Shingaki in giapponese.
- Vaike: Membro dei Pastori, è rozzo e possiede un'esagerata autostima. Perde spesso le sue cose. È doppiato da Michael Sorich in inglese e da Daisuke Endo in giapponese.
- Miriel: Membro dei Pastori, è ossessionata da studi e ricerche. È doppiata da Tara Platt in inglese e da Yurika Aizawa in giapponese.
- Sumia: Membro dei Pastori, è goffa e distratta. Ha un gran talento quando si tratta di avere a che fare con animali. È doppiata da Eden Riegel in inglese e da Ayano Yamamoto in giapponese.
- Kellam: Membro dei Pastori, è inespressivo e poco presente, e perciò viene difficilmente notato, al punto da venire scambiato per un fantasma dai Pastori più superstiziosi. È doppiato da Orion Acaba in inglese e da Manabu Sakamaki in giapponese.
- Donnel: È un contadino di un piccolo borgo che è stato attaccato dai briganti, si unisce poi ai Pastori dopo averli aiutati a difendere la sua fattoria. Adora indossare calderoni e padelle come fossero copricapi. È doppiato da Sam Riegel in inglese e da Mitsuhiro Ichiki in giapponese.
- Lon'zu: Spadaccino dei Regna Ferox, si unisce ai Pastori sotto consiglio di Basilio. È brusco ma le ragazze lo mettono in imbarazzo a causa di traumi passati. È doppiato da Travis Willingham in inglese e da Takehito Koyasu in giapponese.
- Ricken: Recluta dei Pastori, pare e si comporta come un ragazzino anche se lui vorrebbe essere trattato da grande. È doppiato da Yuri Lowenthal in inglese e da Yuki Masuda in giapponese.
- Maribelle: Migliore amica di Lissa, è una fiera nobildonna di Ylisse. È poco confidente con gli sconosciuti. È doppiata da Melissa Fahn in inglese e da Hiromi Igarashi in giapponese.
- Palne: L'ultima dei taguel, è una mutaforma apolide. È razionale e non interessata a dare un futuro alla sua razza. È doppiata da Jessica Gee in inglese e da Yuki Masuda in giapponese.
- Gaius: Ladro non amante degli spargimenti di sangue; ama lo zucchero, tanto da preferirlo all'oro. È doppiato da Gideon Emery in inglese e da Shinobu Matsumoto in giapponese.
- Cordelia: Cavaliere pegaso d'Ylisse, vecchia amica di Sumia. Ha una cotta non corrisposta per Chrom. È doppiata da Julie Ann Taylor in inglese e da Eimi Okada in giapponese.
- Gregor: Mercenario che ha viaggiato per tutto il mondo. Si offende se preso in giro per la vecchia età. È doppiato da Paul St. Peter in inglese e da Kenji Hamada in giapponese.
- Nowi: Manakete di dubbia origine. Ha più di mille anni sebbene ami giocare e sembri molto giovane. È doppiata da Hunter MacKenzie Austin in inglese e da Kumi Tanaka in giapponese.
- Libra: Sacerdote ylissiano, viene spesso scambiato per una donna a causa delle forme del suo viso e del suo corpo. È doppiato da Cindy Robinson in inglese e da Megumi Yamato in giapponese.
- Tharja: Maga nera plegiana, è molto tetra e nutre un interesse morboso per Daraen. È doppiata da Stephanie Sheh in inglese e da Kana Akutsu in giapponese.
- Anna: Mercante enigmatica che ama i soldi più di ogni altra cosa; ha numerose sorelle, tutte con lo stesso nome. È doppiata da Karen Strassman in inglese e da Saori Seto in giapponese.
- Olivia: Introversa e timida danzatrice del Ferox occidentale, è davvero brava ma ha paura del pubblico. È doppiata da Karen Strassman in inglese e da Rei Matsuzaki in giapponese.
- Zelcher: Cavaliere viverna al servizio del casato di Virion, è una donna semplice che ama la sua viverna, Minerva. È doppiata da Amanda Celine Miller in inglese e da Kana Akutsu in giapponese.
- Henry: Mago nero plegiano amante del sangue, non ha problemi nell'uccidere ed ha un ottimismo disarmante. È doppiato da Bryce Papenbrook in inglese e da Akemi Okamura in giapponese.
- Say'ri: Principessa della dinastia Chon'sin; parla poco ed il più delle volte solo quando necessario. È doppiata da Minae Noji in inglese e da Seiko Yoshida in giapponese.
- Tiki: Comparsa già in Shadow Dragon e Mystery of the emblem, è una manakete conosciuta come la Voce del Drago Divino. Conobbe il leggendario Re Marth e fu una sua amica intima. Ama dormire. È doppiata da Mela Lee in inglese e da Ikue Ōtani in giapponese.
- Basilio: Ex Khan del Ferox occidentale, è chiamato scherzosamente "Caprone" da Flavia, sebbene sia un abile stratega. È doppiato da Patrick Seitz in inglese e da Masaki Terasoma in giapponese.
- Flavia: Khan del Ferox orientale, odia le formalità e trova in Basilio un amico con cui confidarsi ed allo stesso tempo un rivale. È doppiata da Tara Platt in inglese e da Atsuko Tanaka in giapponese.

### Personaggi provenienti dal futuro
- Lucina: Futura figlia di Chrom, è seria e cortese e vuole salvare il mondo. Ama suo padre e vuole mantenere in vita ad ogni costo. È doppiata da Laura Bailey in inglese e da Yū Kobayashi in giapponese.
- Owain: Futuro figlio di Lissa, è molto teatrale. È doppiato da Kaiji Tang in inglese e da Hidenori Takahashi in giapponese.
- Iñigo: Futuro figlio di Olivia, ha una smodata passione per le donne. Ama danzare ma come la madre teme il pubblico. È doppiato da Liam O'Brien in inglese e da Ryuichi Kijima in giapponese.
- Brady: Futuro figlio di Maribelle, ha un aspetto apparentemente cupo, dovuto a una cicatrice che si è provocato quando una corda di violino si è spezzata e lo ha colpito nell'occhio, tende a scoppiare a piangere per un nonnulla. È doppiato da Travis Willingham in inglese e da Daisuke Egawa in giapponese.
- Kjelle: Futura figlia di Sully, è convinta che i forti debbano proteggere i più deboli. È doppiata da Stephanie Sheh in inglese e da Megumi Yamato in giapponese.
- Cynthia: Futura figlia di Sumia, è molto entusiasta ed aspira a diventare un'eroina epica, anche se è goffa quanto la madre. È doppiata da Minae Noji in inglese e da Ayano Yamamoto in giapponese.
- Severa: Futura figlia di Cordelia, soffre di un complesso d'inferiorità nei confronti della madre, che vede come una rivale. È doppiata da Julie Ann Taylor in inglese e da Saori Seto in giapponese.
- Gerome: Futuro figlio di Zelcher, non vuole modificare il passato ma allo stesso tempo salvare i genitori. È doppiato da Orion Acaba in inglese e da Tarusuke Shingaki in giapponese.
- Linfan: Futuro figlio/a di Daraen, è allegro/a e sogna di fare lo/la stratega. Ha perso la memoria esattamente come Daraen. È doppiato da Todd Haberkorn (maschio) / Nicole Balock (femmina) in inglese e da Yoshimasa Hosoya (maschio) / Miyuki Sawashiro (femmina) in giapponese.
- Yarne: Futuro figlio di Palne, è ossessionato dall'estinzione della sua specie. È doppiato da Christopher Corey Smith in inglese e da Daisuke Endo in giapponese.
- Laurent: Futuro figlio di Miriel, è un ragazzo prodigio, serio e sagace. È doppiato da Patrick Seitz in inglese e da Makoto Ishii in giapponese.
- Noire: Futura figlia di Tharja, viene usata dalla madre come cavia per le sue magie, è fifona e diffidente ma mostra il suo lato oscuro quando si arrabbia. È doppiata da Michelle Ruff in inglese e da Seiko Yoshida in giapponese.
- Nah: Futura figlia di Nowi, è matura al contrario della madre e sa tenere a freno i suoi sentimenti. È doppiata da Eden Riegel in inglese e da Rei Matsuzaki in giapponese.

### Personaggi ottenibili tramite SpotPass
- Gangrel: Re dei plegiani. È doppiato da Anthony Jenkins in inglese e da Manabu Sakamaki in giapponese.
- Walhart: Re dei valmei. È doppiato da Richard Epcar in inglese e da Naomi Kusumi in giapponese.
- Emmeryn: Regina degli ylissiani. È doppiata da Erin Fitzgerald in inglese e da Akemi Okamura in giapponese.
- Yen'fay: Fratello di Say'ri e Generale della parte meridionale dell'impero valmeo. È doppiato da Kirk Thornton in inglese e da Kenji Hamada in giapponese.
- Aversa: Seguace di Grima ed apprendista di Valldar. È doppiata da Cindy Robinson in inglese e da Kumi Tanaka in giapponese.
- Priam: Un abile guerriero che afferma di essere un discendente di Ike. È doppiato da Jamieson Price in inglese e da Daisuke Ono in giapponese.

1. ↑  (EN) Fire Emblem: Awakening, su RPGamer. URL consultato il 16 aprile 2021.
2. ↑   Fire Emblem: Awakening launches Feb. 4 in North America | Joystiq, su joystiq.com. URL consultato il 23 febbraio 2013 (archiviato dall'url originale il 2 febbraio 2015).
3. ↑  Europe's Fire Emblem: Awakening bundle includes blue 3DS XL - Nintendo Everything Archiviato il 18 febbraio 2013 in Internet Archive.